# President del govern regional de Príncipe
El president del govern regional de Príncipe és el cap del poder legislatiu de la Regió Autònoma de Príncipe, establerta el 1990 a l'illa de Príncipe i que forma part de la república democràtica de São Tomé i Príncipe.

## Presidents
| Data                                     | President             |
| ---------------------------------------- | --------------------- |
| 29 d'abril de 1995 a 12 d'abril de 2002  | Damião Vaz d'Almeida  |
| 12 d'abril de 2002 a 20 de juny de 2006  | Zeferino dos Prazeres |
| 20 de juny de 2006 a 5 d'octubre de 2006 | João Paulo Cassandra  |
| Des del 5 d'octubre de 2006              | José Cassandra        |